# Гуггенхайм, Мейер
Мейер Гуггенхайм (англ. Meyer Guggenheim, 1 февраля 1828 — 15 марта 1905) — американский предприниматель и филантроп, основатель клана Гуггенхаймов.

## Биография
Мейер Гуггенхайм родился в Ленгнау, кантон Аргау, Швейцария, в семье евреев-ашкенази. Он был единственным сыном из пятерых детей своего отца, Симона Гуггенхайма. В 1847 году семья эмигрировала в США.
Гуггенхаймы открыли бизнес по импорту кофе и специй, но своё состояние (одно из крупнейших в XIX веке) Мейер Гуггенхайм создал благодаря добыче руды и её переработке. В 1881 году Гуггенхайм в качестве выплаты долга получил горнодобывающее предприятие в штате Колорадо, где были обнаружены залежи серебра. Вскоре предприятие начало заниматься также обработкой руды и производством серебра. В 1889 году в Пуэбло, штат Колорадо, появилось первое предприятие, занимавшееся выплавкой серебра. В том же году была основана Philadelphia Smelting and Refining Company. Затем перерабатывающие заводы стали открываться в США и на севере Мексики. Гуггенхайм создал полную производственную цепочку начиная от добычи руды и заканчивая производством готового продукта. Это позволило ему занять доминирующее положение на рынке серебра, свинца и меди.
Чтобы противостоять Гуггенхайму, конкуренты создали в 1899 году трест American Smelting and Refining Company, однако через год Гуггенхайм получил над ним контроль. На пике влияния Гуггенхайм контролировал до 80% мирового производства серебра, свинца и меди.
В 1891 году отошёл от дел и переехал во Флориду. Он оставил свою империю сыновьям, а сам посвятил себя благотворительности.

## Наследники
В 1852 году Мейер Гуггенхайм женился на Барбаре Майерс. У Мейера Гуггенхайма было одиннадцать детей. По мере взросления пятеро сыновей получили долю в отцовском бизнесе .
- Исаак Гуггенхайм (1854–1922)
- Даниэль Гуггенхайм (1856–1930) — возглавил клан после смерти отца
- Мюррей Гуггенхайм (1858–1939)
- Соломон Роберт Гуггенхайм (1861–1949) — покровитель современного искусства, основатель Музея современного искусства в Нью-Йорке
- Бенджамин Гуггенхайм (1865–1912) — утонул во время гибели «Титаника»
- Роберт Дж. Гуггенхайм (1867–1876)
- Саймон Гуггенхайм (1867–1941) — сенатор от Колорадо
- Уильям Б. Гуггенхайм (1868–1941)
- Роза Гуггенхайм (1871–1945)
- Кора Гуггенхайм (1873–1956)